# Bath & Body Works
Bath & Body Works, LLC là một thương hiệu bán lẻ Mỹ dưới trung ương L Brands (trước đây là Limited Brands) cùng với Victoria's Secret. Được thành lập vào năm 1990 tại New Albany, Ohio và từ đó mở rộng sang Hoa Kỳ, Canada, Chile và Peru. Năm 1997, nó là chuỗi cửa hàng tắm gội lớn nhất Hoa Kỳ. Hãng chuyên về sữa tắm, sữa dưỡng thể, hương thơm phun sưng, nước hoa, nến và hương thơm nhà.

## Lịch sử
Bath & Body Works được thành lập năm 1990 tại New Albany, Ohio. Cửa hàng đầu tiên của công ty được khai trương tại trung tâm mua bán Cambridge, Massachusetts vào tháng 9 năm 1990. Năm 1997, một thương hiệu thứ hai được gọi là Bath & Body Works tại Home đã được đưa ra. Bộ phận này đã được đổi tên thành White Barn Candle Company.

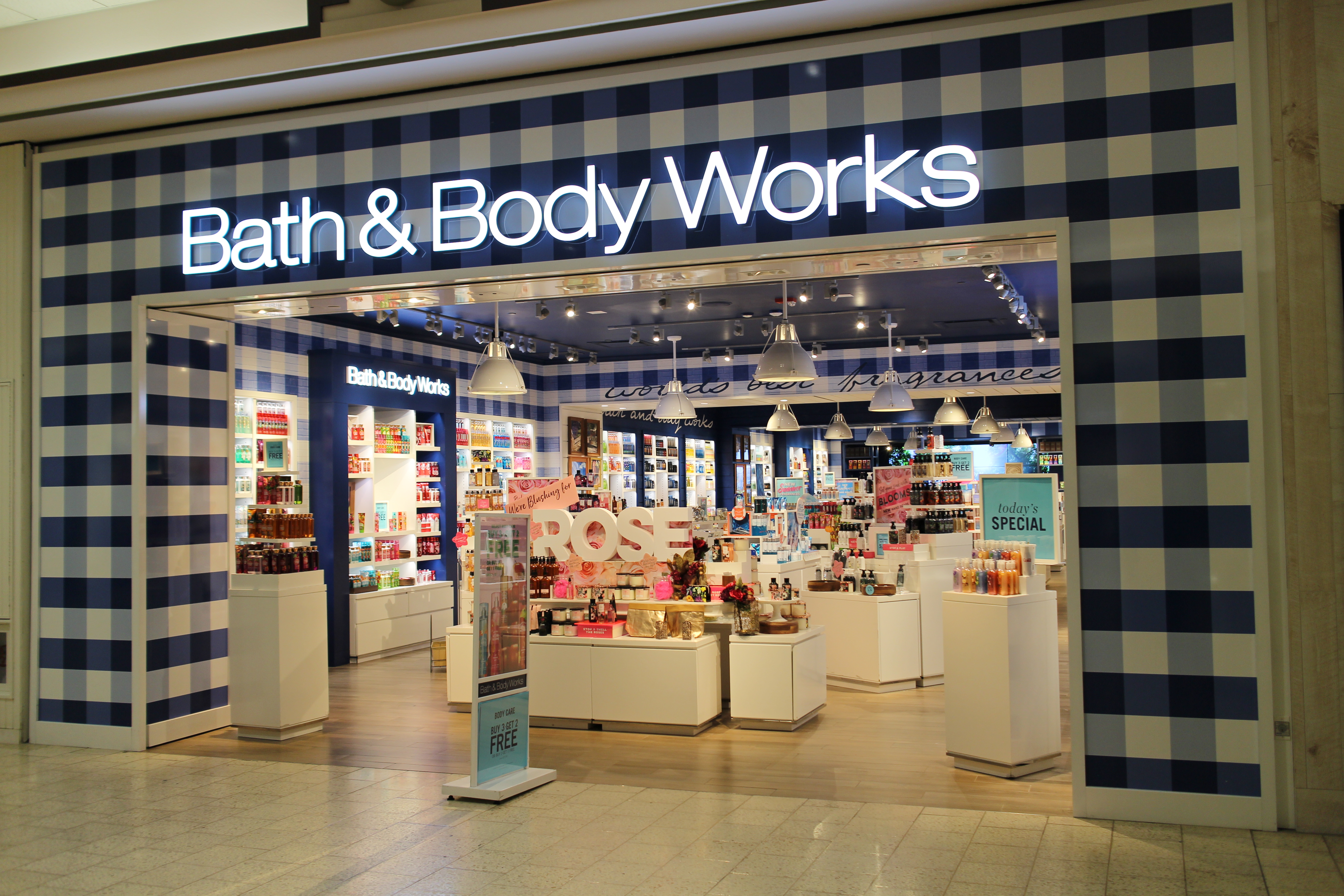
Một cửa tiệm Bath & Body Works ở Thành phố Rapid, South Dakota

Bath & Body Works phát hành cả bảng danh mục theo mùa và website vào năm 2006. Vào tháng 11 năm 2006, công ty đã tung ra quảng cáo thương mại truyền hình đầu tiên. Lợi nhuận ròng vào ngày 28 tháng 1 năm 2006 là $2,3 tỷ, cao hơn đáng kể so với tất cả các công ty khác của L Brands ngoài Victoria's Secret.
Tháng 7 năm 2008, công ty thông báo đã mở sáu địa điểm tại Canada. Với việc mua lại La Senza tại Canada, họ cảm thấy đó là cơ hội để bước sang thị trường Canada đang phát triển, với The Body Shop là đối thủ chính.
Bath & Body Works điều hành hơn 1.600 cửa hàng. Vào tháng 10 năm 2010, hãng mở cửa hàng đầu tiên ở ngoài Bắc Mỹ tại Kuwait, bởi công ty nhượng quyền khổng lồ M.H. Alshaya.

## Sản xuất
Bath & Body Works cung cấp một loạt các sản phẩm tắm gội và làm đẹp tại Hoa Kỳ. Cửa hàng bán lẻ có các sản phẩm khác nhau, từ nến đến xà phòng thủ công. Các sản phẩm là một phần của một trong những phân khúc chính của thương hiệu, dưỡng thể, xà bông thủ công và khử trùng thủ công và hương thơm nhà.

### Dưỡng thể
Phân khúc chăm sóc cơ thể có nhiều bộ sưu tập trong đó. Những bộ sưu tập này bao gồm Bộ sưu tập chữ ký, Nước hoa lưu lại lâu, True Blue Spa, C.O. Bigelow, Trị liệu bằng hương thơm và Chăm sóc Cơ thể Du lịch. Bộ sưu tập Chữ ký bao gồm sữa tắm, sữa dưỡng thể, kem dưỡng thể, hương thơm phun sương và tẩy tế bào chết cơ thể, với các mặt hàng được thiết kế riêng cho cả nam giới và nữ giới. Bộ sưu tập này bao gồm hoa anh đào Cherry Nhật Bản, đó là sản phẩm bán chạy nhất của Bath & Body Works. Nó cũng bao gồm một sản phẩm thơm mang tên A Thousand Wishes, bộ sưu tập của True Blue Spa gồm có các sản phẩm với mục đích trị liệu nhiều hơn, bao gồm điều trị bằng gót chân nứt và sữa dưỡng da tay parafin.
C.O Bigelow có sản phẩm cho cả nam giới và nữ giới. Đa số các sản phẩm này cũng mang lại cảm giác sang trọng. Các sản phẩm bao gồm bọt và kem cạo râu,  dưỡng thể nam giới (đệm cơ thể, rửa cơ thể, kem dưỡng da, xà phòng thanh và dưỡng môi), C.O. Bigelow chanh và C.O. Bigelow Barber.
Bộ sưu tập Trị liệu bằng hương thơm có sản phẩm dưỡng thể như sữa dưỡng thể, sữa tắm, dầu massage và phun sương cơ thể. Các loại nước hoa có trong bộ sưu tập này được sử dụng để nâng cao sức khoẻ vật lý. Bộ sưu tập này có hương liệu thơm giảm stress bao gồm bạc hà lục bạch đàn, trà bạch đàn và húng quế bạch đàn. Các loại nước hoa cho giấc ngủ bao gồm, vani hoa oải hương và hoa cúc oải hương. Mùi hương năng lượng là gừng cam và vỏ chanh. Hương thơm gợi cảm là vani hoa nhài và vani lý đen.
Sản phẩm Chăm sóc Cơ thể Du lịch là chai 3 ounce sữa dưỡng da toàn thân, sữa tắm, hương thơm phun sương và kem dưỡng thể. True Blue Spa và bộ sưu tập Trị Liệu bằng hương liệu cũng có sản phẩm hạn chế trong bộ sưu tập Travel Body Care.